# Kasi Lemmons
Kasi Lemmons (Karen Lemmons; 24 de febrero de 1961) es una actriz y directora de cine estadounidense, notable por su trabajo como directora en las películas Eve's Bayou, The Caveman's Valentine y Talk to Me, y como actriz en las películas The Silence of the Lambs, Hard Target y Candyman. Fue descrita por el estudioso de cine Wheeler Winston Dixon como "un testamento continuo de las posibilidades creativas del cine".

## Filmografía

### Como directora
- I Wanna Dance with Somebody (2022)
- Harriet (2019)
- Black Nativity (2013)
- Talk to Me (2007)
- The Caveman's Valentine (2001)
- Dr. Hugo (1998)
- Eve's Bayou (1997)

### Como actriz
- Disconnect (2012) - Roberta Washington
- ER (2002) - Chemo Tech
- 'Til There Was You (1997) - Angenelle
- Drop Squad (1997) - Madonna
- Walker, Texas Ranger (1993) - Diane Warren
- Hard Target (1993) - Marie Mitchell
- Murder, She Wrote (1993) - Paula Raynor
- Fear of a Black Hat (1993) - Nina Blackburn
- Candyman (1992) - Bernadette "Bernie" Walsh
- The Five Heartbeats (1991) - Cookie
- The Silence of the Lambs (1991) - Ardelia Mapp
- A Man Called Hawk (1989) - Lois
- Vampire's Kiss (1989) - Jackie
- School Daze (1988) - Perry
- The Equalizer (1988) - Zandili
- Spenser for Hire (1985) - Lydia Wilson